# Éver Alvarado
Éver Alvardo (sinh ngày 30 tháng 1 năm 1992) là một cầu thủ bóng đá người Honduras thi đấu cho CD Olimpia.

## Sự nghiệp
Alvarado bắt đầu sự nghiệp chuyên nghiệp at Real España năm 2011, trước khi chuyển đến CD Olimpia năm 2014. Anh ký hợp đồng với đội bóng tại Major League Soccer Sporting Kansas City vào ngày 24 tháng 6 năm 2016

### Bàn thắng quốc tế
Tỉ số và kết quả liệt kê bàn thắng của Honduras trước.
| Bàn thắng | Thời gian           | Địa điểm                                                  | Đối thủ   | Tỉ số | Kết quả | Giải đấu |
| --------- | ------------------- | --------------------------------------------------------- | --------- | ----- | ------- | -------- |
| 1.        | 27 tháng 1 năm 2016 | Sân vận động Quốc gia Dennis Martínez, Managua, Nicaragua | Nicaragua | 2–1   | 3–1     | Giao hữu |